# Saudade (São Tomé)
Saudade é uma aldeia de São Tomé e Príncipe, localiza-se no distrito de Mé-Zóchi, ilha de São Tomé, próxima às localidades de São José, Bom Sucesso, São João, Nova Moca e Quinta das Flores.